# Pombo-imperial-de-dorso-escuro
Pombo-imperial-de-dorso-escuro (Ducula lacernulata) é uma espécie de ave da família Columbidae. É endémica da Indonésia. Os seus habitats naturais são: florestas subtropicais ou tropicais húmidas de baixa altitude e regiões subtropicais ou tropicais húmidas de alta altitude.